# 女木島
女木島（日语：／ Megijima */?），一個位於瀨戶內海的島嶼，隸屬日本香川縣高松市女木町。女木島為雌島，臨近的男木岛為雄島，兩島併稱為雌雄島。

## 概論
女木島位於高松市東方約4公里的海上。現有人口175人。
女木島歷史悠久。桃太郎傳說中的鬼島，據說就是指此地。鎌倉時代開始，此地為四國世族香西氏的領地。1672年，成為德川幕府的直轄領地（天領）。
1934年3月16日，被劃入濑户内海国立公园。
2010年開始的瀨戶內國際藝術祭，女木島是其中一個展覽場地。